# Dogganahalli, Koratagere
Dogganahalli là một làng thuộc tehsil Koratagere, huyện Tumkur, bang Karnataka, Ấn Độ.